# Žalm 23

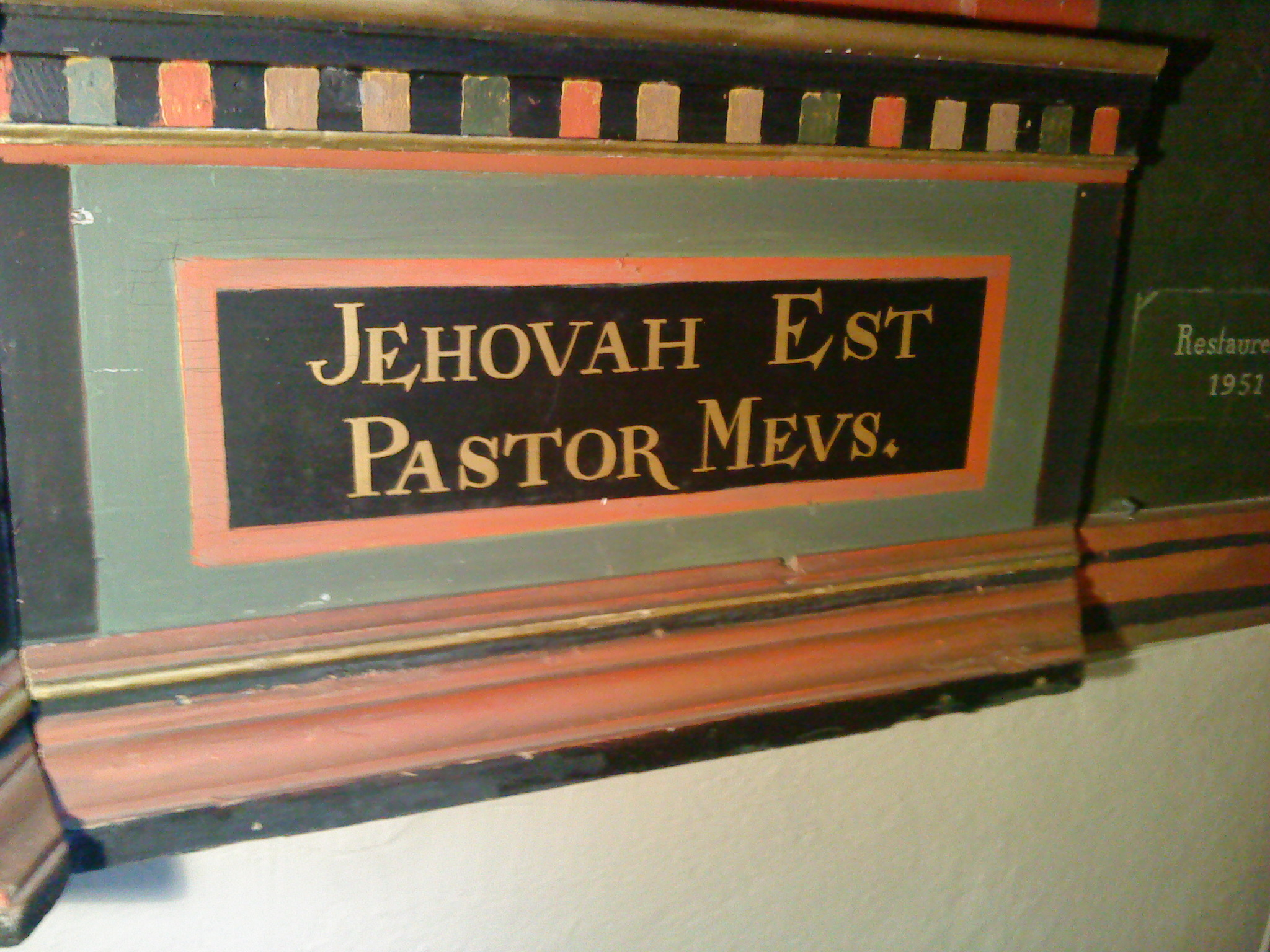
Kniha žalmů 23: Jehova je můj Pastýř (kostel Jonstorp)

Žalm 23 ("Hospodin je můj pastýř, nebudu mít nedostatek", žalm 22 podle řeckého číslování) je jednou z básní z biblické Knihy žalmů. Popisuje dobrotivost Boha jako ochránce a pastýře. Patří k nejznámějším biblickým pasážím a nejoblíbenějším žalmům. Podle židovské tradice je jeho autorem král David, který byl v mládí sám pastýřem. Tento žalm je židy tradičně zpíván při třetím šabatovém jídlu v sobotu odpoledne a při některých dalších bohoslužbách včetně pohřebních. Spis Šimuš Tehilim („Užití Žalmů“), jehož autorem je zřejmě židovský učenec Chaj Ga'on (939–1038), uvádí, že recitace 23. žalmu je nápomocná tomu, kdo chce pochopit význam snu. V křesťanské tradici je obraz Boha jako pastýře dále rozvinut a často používán - Kristus je pastýř a věřící jsou jeho ovce. Tomu odpovídá i křesťanské vnímání třiadvacátého žalmu. V pravoslaví je často součástí modliteb před eucharistií a také při zádušních obřadech. Mnoho křesťanů zná tento žalm zpaměti, je velmi často zhudebňován a je na něj mnoho odkazů v umění.

## České překlady
Nejstarší český překlad je citován podle meziřádkového českého textu v latinském tzv. Wittenberském žaltáři, který byl sepsán v 50. letech 14. století. Jednalo se o opis staršího překladu, který vznikl snad kolem roku 1300. S drobnými úpravami byl text převzat do tzv. první redakce českého biblického překladu, reprezentovaný Drážďanskou biblí (v té se vyskytuje posadil místo postavil, pokrmnú místo pokirmu, ve místo u pól, prut místo metla, připravil místo upravil atd.).
| 1 Hospodin opravuje mě a ničehož mi sě nedostane. 2 Na miestě pastevném tu mě postavil, nad vodú pokirmu vzchoval mě. 3 Duši mú obrátil, vedl mě na stezky pravedlné pro jmě své. 4 Ač i budu choditi u pól tmě smirtedlnéj, nezboju sě zlého, nebo ty se mnú jsi; metla tvá i kyj tvój, ty mě utěšily jsú. 5 Upravil si přěde mnú stól proti jim, již mútie mě, ztučnil jsi v oleji hlavu mú a čieše má zapojúcie kako přěsvětlá jest. 6 A milosirdie tvé následuje mě všecky dni života mého, abych bydlil v domu Hospodinovu v dlúhosti dní. | 1 Hospodin jest můj pastýř, nebudu míti nedostatku. 2 Na pastvách zelených pase mne, k vodám tichým mne přivodí. 3 Duši mou občerstvuje, vodí mne po stezkách spravedlnosti pro jméno své. 4 Byť se mi dostalo jíti přes údolí stínu smrti, nebuduť se báti zlého, neboť ty se mnou jsi; prut tvůj a hůl tvá, toť mne potěšuje. 5 Strojíš stůl před obličejem mým naproti mým nepřátelům, pomazuješ olejem hlavy mé, kalich můj [naléváš], až oplývá. 6 Nadto i dobrota a milosrdenství následovati mne budou po všecky dny života mého, a přebývati budu v domě Hospodinově za dlouhé časy. |

| 1 Pán zpravuje mne, a ničehéhož mi se nedostávati nebude. 2 Na místě pastvy, tamť jest mne postavil. Nad vodou občerstvení vychoval mne. 3 Duši mou obrátil. Provedl mne po cestách spravedlnosti pro jméno své. 4 Neb i byť bych chodil u prostřed stínu smrti, nebudu se báti zlých věcí, nebo ty se mnou jsi, metla tvá i hůl tvá, tať sou mne potěšila. 5 Připravil si před obličejem mým stůl, proti těm, kteříž ssužují mne. Omastil si v oleji hlavu mou, a kalich můj opojující jak znamenitý jest. 6 A milosrdenství tvé následovati mne bude po všecky dni života mého. A abych přebýval v domě Páně na dlouhost dnův. | Hospodin je můj pastýř, nic nepostrádám, dává mi prodlévat na svěžích pastvinách, vodí mě k vodám, kde si mohu odpočinout. Občerstvuje mou duši, vede mě po správných cestách pro svoje jméno. I kdybych šel temnotou rokle, nezaleknu se zla, vždyť ty jsi se mnou. Tvůj kyj a tvá hůl, ty jsou má útěcha. Prostíráš pro mě stůl před zraky mých nepřátel, hlavu mi mažeš olejem, má číše přetéká. Štěstí a přízeň mě provázejí po všechny dny mého života, přebývat smím v Hospodinově domě na dlouhé, předlouhé časy. |

## Žalm 23 v umění
První čtyři verše 23. žalmu zhudebnil Antonín Dvořák v rámci písňového cyklu Biblické písně.